# Atletica leggera ai XV Giochi panamericani
L'atletica leggera ai Giochi panamericani si è tenuta allo Stadio municipale João Havelange a Rio de Janeiro, in Brasile, dal 23 al 28 luglio 2007.

## Risultati

### Uomini
| Evento                 | Oro                                                                        | Prest.         | Argento                                                              | Prest.   | Bronzo                                                                  | Prest.     |
| Corse piane            |                                                                            |                |                                                                      |          |                                                                         |            |
| 100 metri              | Churandy Martina Antille Olandesi                                          | 10.15          | Darvis Patton Stati Uniti                                            | 10.17    | Brendan Christian Antigua e Barbuda                                     | 10.26      |
| 200 metri              | Brendan Christian Antigua e Barbuda                                        | 20.37          | Marvin Anderson Giamaica                                             | 20.38    | Rubin Williams Stati Uniti                                              | 20.57      |
| 400 metri              | Chris Brown Bahamas                                                        | 44.85          | Tyler Christopher Canada                                             | 45.05    | Chris Lloyd Dominica                                                    | 45.40      |
| 800 metri              | Yeimer López Cuba                                                          | 1:44.58 CR PB  | Kléberson Davide Brasile                                             | 1:45.47  | Fabiano Peçanha Brasile                                                 | 1:45.54    |
| 1500 metri             | Hudson de Souza Brasile                                                    | 3:36.32 CR PB  | Juan Barrios Messico                                                 | 3:37.71  | Byron Piedra Ecuador                                                    | 3:37.88 NR |
| 5000 metri             | Ed Moran Stati Uniti                                                       | 13:25.60 CR PB | Juan Barrios Messico                                                 | 13:29.87 | Marílson Gomes dos Santos Brasile                                       | 13:30.87   |
| 10000 metri            | José David Galván Messico                                                  | 28:08.74 CR PB | Marílson Gomes dos Santos Brasile                                    | 28:09.30 | Alejandro Suárez Messico                                                | 28:09.95   |
| 3000 siepi             | Josh McAdams Stati Uniti                                                   | 8:30.49        | Michael Spence Stati Uniti                                           | 8:32.11  | José Alberto Sánchez Cuba                                               | 8:36.07    |
| Corse ad ostacoli      |                                                                            |                |                                                                      |          |                                                                         |            |
| 110 metri ostacoli     | Dayron Robles Cuba                                                         | 13.25          | David Payne Stati Uniti                                              | 13.43    | Yoel Hernández Cuba                                                     | 13.50      |
| 400 metri ostacoli     | Adam Kunkel Canada                                                         | 48.24          | Bayano Kamani Panama                                                 | 48.70    | Laron Bennett Stati Uniti                                               | 49.07      |
| Staffette              |                                                                            |                |                                                                      |          |                                                                         |            |
| 4x100 metri            | Brasile Vicente Lenilson Rafael Ribeiro Basilio Morais Junior Sandro Viana | 38.81          | Canada Richard Adu-Bobie Anson Henry Jared Connaughton Bryan Barnett | 38.87    | Stati Uniti J-Mee Samuels Rae Edwards Rubin Williams Darvis Patton      | 38.88      |
| 4x400 metri            | Bahamas Andrae Williams Avard Moncur Michael Mathieu Chris Brown           | 3:01.94        | Stati Uniti Greg Nixon Jamaal Torrance Laron Bennett David Neville   | 3:02.44  | Rep. Dominicana Carlos Santa Arismendy Peguero Yoel Tapia Félix Sánchez | 3:02.48    |
| Concorsi               |                                                                            |                |                                                                      |          |                                                                         |            |
| Salto in alto          | Víctor Moya Cuba                                                           | 2.32 m         | Donald Thomas Bahamas                                                | 2.30 m   | James Grayman Antigua e Barbuda                                         | 2.24 m     |
| Salto in lungo         | Irving Saladino Panama                                                     | 8.28 m         | Wilfredo Martínez Cuba                                               | 7.92 m   | Bashir Ramzy Stati Uniti                                                | 7.90 m     |
| Salto triplo           | Jadel Gregório Brasile                                                     | 17.27 m        | Osniel Tosca Cuba                                                    | 16.92 m  | Yoandri Betanzos Cuba                                                   | 16.90 m    |
| Salto con l'asta       | Fábio Gomes da Silva Brasile                                               | 5.40 m         | Giovanni Lanaro Messico                                              | 5.30 m   | Germán Chiaraviglio Argentina                                           | 5.20 m     |
| Getto del peso         | Dylan Armstrong Canada                                                     | 20.10 m        | Dorian Scott Giamaica                                                | 20.06 m  | Carlos Véliz Cuba                                                       | 19.75 m    |
| Lancio del disco       | Michael Robertson Stati Uniti                                              | 59.24 m        | Adam Kuehl Stati Uniti                                               | 57.50 m  | Dariusz Slowik Canada                                                   | 57.37 m    |
| Lancio del martello    | James Steacy Canada                                                        | 73.77 m        | Kibwe Johnson Stati Uniti                                            | 73.23 m  | Juan Ignacio Cerra Argentina                                            | 72.12 m    |
| Lancio del giavellotto | Guillermo Martínez Cuba                                                    | 77.66 m        | Mike Hazle Stati Uniti                                               | 75.33 m  | Alexon Maximiano Brasile                                                | 75.04 m    |
| Prove su strada        |                                                                            |                |                                                                      |          |                                                                         |            |
| Maratona               | Franck Caldeira Brasile                                                    | 2:14:03        | José Amado García Guatemala                                          | 2:14:27  | Procopio Franco Messico                                                 | 2:15:18    |
| 20 km marcia           | Jefferson Pérez Ecuador                                                    | 1:22:08        | Rolando Saquipay Ecuador                                             | 1:23:28  | Gustavo Restrepo Colombia                                               | 1:24:51    |
| 50 km marcia           | Xavier Moreno Ecuador                                                      | 3:52:07        | Horacio Nava Messico                                                 | 3:52:35  | Omar Zepeda Messico                                                     | 3:56:04    |
| Prove multiple         |                                                                            |                |                                                                      |          |                                                                         |            |
| Decathlon              | Maurice Smith Giamaica                                                     | 8278 p. CR PB  | Yordanis García Cuba                                                 | 8113 p.  | Carlos Chinin Brasile                                                   | 7977 p.    |

### Donne

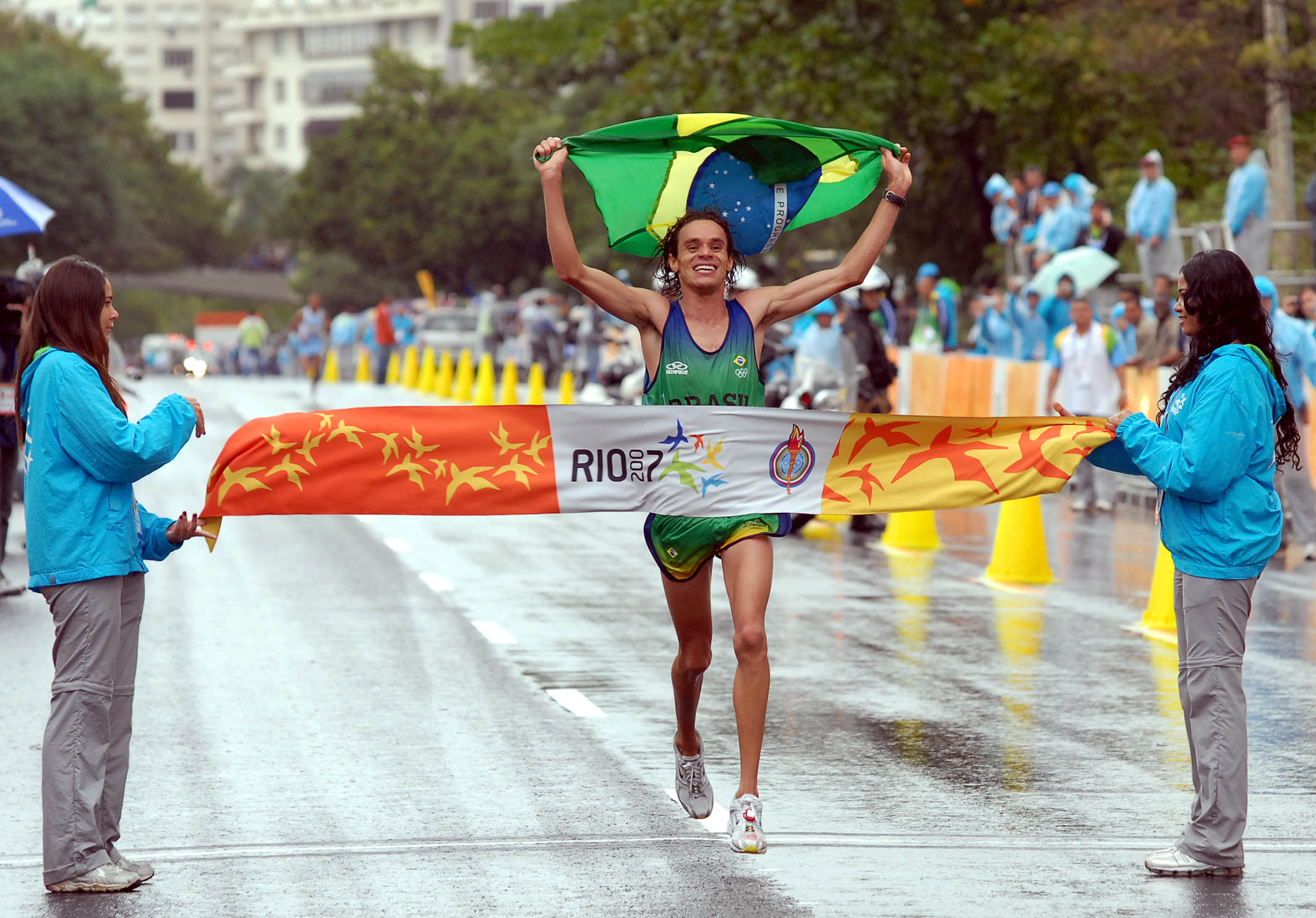
L'arrivo vittorioso di Franck Caldeira nella maratona

| Evento                 | Oro                                                                   | Prest.         | Argento                                                                       | Prest.       | Bronzo                                                            | Prest.       |
| Corse piane            |                                                                       |                |                                                                               |              |                                                                   |              |
| 100 metri              | Mikele Barber Stati Uniti                                             | 11.02 CR PB    | Mechelle Lewis Stati Uniti                                                    | 11.24        | Chandra Sturrup Bahamas                                           | 11.29        |
| 200 metri              | Roxana Díaz Cuba                                                      | 22.90          | Sheri-Ann Brooks Giamaica                                                     | 22.92        | Sherry Fletcher Grenada                                           | 22.96        |
| 400 metri              | Ana Guevara Messico                                                   | 50.34          | Christine Amertil Bahamas                                                     | 50.99        | Indira Terrero Cuba                                               | 51.09        |
| 800 metri              | Diane Cummins Canada                                                  | 1:59.75        | Rosibel García Colombia                                                       | 2:00.02      | Zulia Calatayud Cuba                                              | 2:00.34      |
| 1500 metri             | Juliana Santos Brasile                                                | 4:13.36        | Mary Jayne Harrelson Stati Uniti                                              | 4:15.24      | Rosibel García Colombia                                           | 4:15.78 (NR) |
| 5000 metri             | Megan Metcalfe Canada                                                 | 15:35.78       | Catherine Ferrell Stati Uniti                                                 | 15:42.01     | Leticia Rocha de la Cruz Messico                                  | 15:43.80     |
| 10000 metri            | Sara Slattery Stati Uniti                                             | 32:54.11 CR PB | María Rodríguez de la Cruz Messico                                            | 32:56.75     | Lucélia Perez Brasile                                             | 33:19.48     |
| 3000 siepi             | Sabine Heitling Brasile                                               | 9:51.13 CR PB  | Talis Apud Messico                                                            | 9:55.43 (NR) | Zenaide Vieira Brasile                                            | 9:55.71      |
| Corse ad ostacoli      |                                                                       |                |                                                                               |              |                                                                   |              |
| 100 metri ostacoli     | Delloreen Ennis-London Giamaica                                       | 12.65 CR PB    | Perdita Felicien Canada                                                       | 12.65 CR     | Angela Whyte Canada                                               | 12.72        |
| 400 metri ostacoli     | Sheena Johnson Stati Uniti                                            | 54.64          | Nickiesha Wilson Giamaica                                                     | 54.91        | Nicole Leach Stati Uniti                                          | 54.97        |
| Staffette              |                                                                       |                |                                                                               |              |                                                                   |              |
| 4x100 metri            | Giamaica Sheri-Ann Brooks Tracy-Ann Rowe Aleen Bailey Peta-Gaye Gayle | 43.58          | Stati Uniti Shareese Woods Mechelle Lewis Alexis Weatherspoon Mikele Barber   | 43.62        | Cuba Virgen Benavides Roxana Díaz Misleidys Lazo Anay Tejeda      | 43.80        |
| 4x400 metri            | Cuba Aymée Martínez Daimy Pernia Zulia Calatayud Indira Terrero       | 3:27.51        | Messico Maria Teresa Rugerio Gabriela E. Medina Zudykey Rodriguez Ana Guevara | 3:27.75      | Stati Uniti Debbie Dunn Angel Perkins Latonia Wilson Nicole Leach | 3:27.84      |
| Concorsi               |                                                                       |                |                                                                               |              |                                                                   |              |
| Salto in alto          | Romary Rifka Messico                                                  | 1.95 m PB      | Nicole Forrester Canada                                                       | 1.95 m       | Levern Spencer Saint Lucia                                        | 1.87 m       |
| Salto con l'asta       | Fabiana Murer Brasile                                                 | 4.60 m CR PB   | April Steiner Stati Uniti                                                     | 4.40 m       | Yarisley García Cuba                                              | 4.30 m       |
| Salto in lungo         | Maurren Higa Maggi Brasile                                            | 6.84 m         | Keila Costa Brasile                                                           | 6.73 m       | Yargelis Savigne Cuba                                             | 6.66 m       |
| Salto triplo           | Yargelis Savigne Cuba                                                 | 14.80 m CR PB  | Keila Costa Brasile                                                           | 14.38 m      | Mabel Gay Cuba                                                    | 14.26 m      |
| Getto del peso         | Misleydis González Cuba                                               | 18.83 m        | Yumileidi Cumbá Cuba                                                          | 18.28 m      | Cleopatra Borel-Brown Trinidad e Tobago                           | 18.22 m      |
| Lancio del disco       | Yarelis Barrios Cuba                                                  | 61.72 m        | Yania Ferrales Cuba                                                           | 61.71 m      | Elisângela Adriano Brasile                                        | 60.27 m      |
| Lancio del martello    | Yipsi Moreno Cuba                                                     | 75.20 m CR PB  | Arasay Thondike Cuba                                                          | 68.70 m      | Jennifer Dahlgren Argentina                                       | 68.37 m      |
| Lancio del giavellotto | Osleidys Menéndez Cuba                                                | 62.34 m        | Sonia Bisset Cuba                                                             | 60.68 m      | Laverne Eve Bahamas                                               | 58.10 m      |
| Prove su strada        |                                                                       |                |                                                                               |              |                                                                   |              |
| 20 km marcia           | Cristina Esmeralda López El Salvador                                  | 1:38:59        | Miriam Ramón Ecuador                                                          | 1:40:03      | María Esther Sánchez Messico                                      | 1:41:47      |
| Maratona               | Mariela González Cuba                                                 | 2:43:11        | Márcia Narloch Brasile                                                        | 2:45:10      | Sirlene Pinho Brasile                                             | 2:47:36      |
| Prove multiple         |                                                                       |                |                                                                               |              |                                                                   |              |
| Eptathlon              | Jessica Zelinka Canada                                                | 6136 p.        | Gretchen Quintana Cuba                                                        | 6000 p.      | Lucimara da Silva Brasile                                         | 5873 p.      |

## Medagliere
| #      | Nazione           | Oro | Argento | Bronzo | Totale |
| ------ | ----------------- | --- | ------- | ------ | ------ |
| 1      | Cuba              | 12  | 8       | 10     | 30     |
| 2      | Brasile           | 9   | 5       | 9      | 23     |
| 3      | Stati Uniti       | 6   | 12      | 6      | 24     |
| 4      | Canada            | 6   | 4       | 2      | 12     |
| 5      | Messico           | 3   | 7       | 5      | 15     |
| 6      | Giamaica          | 3   | 4       | 0      | 7      |
| 7      | Bahamas           | 2   | 2       | 2      | 6      |
| 8      | Ecuador           | 2   | 2       | 1      | 5      |
| 9      | Panama            | 1   | 1       | 0      | 2      |
| 10     | Antigua e Barbuda | 1   | 0       | 2      | 3      |
| 11     | Antille Olandesi  | 1   | 0       | 1      | 2      |
| 11     | El Salvador       | 1   | 0       | 1      | 2      |
| 13     | Colombia          | 0   | 1       | 2      | 3      |
| 14     | Guatemala         | 0   | 1       | 0      | 1      |
| 15     | Guatemala         | 0   | 0       | 3      | 3      |
| 16     | Dominica          | 0   | 0       | 1      | 1      |
| 16     | Grenada           | 0   | 0       | 1      | 1      |
| 16     | Rep. Dominicana   | 0   | 0       | 1      | 1      |
| 16     | Saint Lucia       | 0   | 0       | 1      | 1      |
| Totale | Totale            | 47  | 47      | 47     | 141    |